# B3リーグ 2016-17
B3リーグ 2016-17は、2016年9月30日から2017年5月7日まで開催されたB3リーグの第1回目のシーズンである。ライジングゼファーフクオカが年間総合優勝を果たした。

## 概要
それまで日本の男子バスケットボールのトップカテゴリとして並立していたナショナル・バスケットボール・リーグ (NBL) と日本プロバスケットボールリーグ（TKbjリーグ）の統合により発足したジャパン・プロフェッショナル・バスケットボールリーグ (B.LEAGUE) の3部に相当するリーグのファーストシーズンである。
オールクラブチーム（プロチーム）のB1・B2と異なり、B3はクラブチームと企業形態のチーム（実業団）プロ・アマ混成のリーグとなっている。

## 参加チーム
2016-17シーズンのB3はクラブチームが5チーム、企業形態のチームが4チームの計9チームで構成される。企業形態のチームはチーム名に法人名が明示される。
- 「ステージ（詳細）」
  - ○ - 全ステージに参加する
  - △ - レギュラーシーズンにのみ参加する
- 「準加盟」[1]
  - ○ - 承認済
  - △ - 継続審議
  - －- 未承認、ないしは未申請

| 地区 | チーム名                                  | 略称         | ホームタウン   | ホームアリーナ                     | ステージ | 準加盟 | 2015-16所属 | 備考           |
| ---- | ----------------------------------------- | ------------ | -------------- | ---------------------------------- | -------- | ------ | ----------- | -------------- |
| 関東 | 埼玉ブロンコス                            | 埼玉         | 埼玉県所沢市   | 所沢市民体育館                     | ○        | ○      | TKbjリーグ  |                |
| 関東 | 大塚商会アルファーズ                      | 大塚商会     | 東京都         |                                    | ○        | -      | NBDL        |                |
| 関東 | 東京海上日動ビッグブルー                  | 東京海上日動 | 東京都         | 東京海上日動石神井スポーツセンター | △        | -      | NBDL        |                |
| 関東 | 東京サンレーヴス                          | 東京CR       | 東京都         |                                    | ○        | -      | TKbjリーグ  |                |
| 関東 | 東京八王子トレインズ                      | 八王子       | 東京都八王子市 | エスフォルタアリーナ八王子         | ○        | △      | NBDL        |                |
| 中部 | 金沢武士団                                | 金沢         | 石川県金沢市   | 金沢市総合体育館                   | ○        | ○      | TKbjリーグ  |                |
| 中部 | 豊田合成スコーピオンズ                    | 豊田合成     | 愛知県         |                                    | △        | -      | NBDL        |                |
| 中部 | アイシン・エィ・ダブリュ アレイオンズ安城 | アイシンAW   | 愛知県安城市   | アイシンAW体育館                   | △        | -      | NBDL        |                |
| 九州 | ライジングゼファーフクオカ                | 福岡         | 福岡県福岡市   | 福岡市民体育館                     | ○        | ○      | TKbjリーグ  | [ 注 1 ] [ 3 ] |

## レギュレーション
レギュラーシーズンは全9チームによる4回総当たり戦、ファーストステージ・ファイナルステージは全クラブチーム+大塚商会の6チームによる各2回戦総当たりで開催される。
最終順位は勝率で決定する（勝率が並んだ場合は「当該クラブ間のゴールアベレージ（得点÷失点）」「各ステージの全試合におけるゴールアベレージ」で比較）。

### B2・B3間の入れ替えについて
当初は上記の最終順位とは別に、それぞれの大会（ファーストステージ、レギュラーシーズン、ファイナルステージ）の順位を基にした「勝ち点」を算出し、それを合算した勝ち点の最上位、なおかつBリーグ準加盟でBリーグクラブライセンス（B2ライセンス）を保持するクラブが、B2の最下位クラブとの「B2・B3入れ替え戦」に推薦（進出）する予定になっていたが、2017-18年度シーズンのライセンスの審査において、東京エクセレンスと鹿児島レブナイズ（いづれも2016-17年度はB2所属、かつB2ライセンスを保有）が、ライセンス基準を充足できなかったためにライセンス不交付（B3、またはそれ以下のクラスに自動降格）とする判定が下ったこと、および2017-18年度もB2は18チームで開催する意向であることから、B2・B3入れ替え戦は実施せず、上記の条件を充足したBリーグ準会員、かつB2ライセンスを保有する3クラブ（埼玉ブロンコス、金沢武士団、ライジングゼファー福岡）の中から上位2クラブをB2に推薦（事実上の自動昇格）とすることになった。

## 結果

### ファーストステージ
2016年9月30日～10月30日
| 順位 | チーム名                   | 勝 | 敗 | 勝率 | 差  | 得点 | 失点 | 勝ち点 |
| 1    | ライジングゼファーフクオカ | 9  | 1  | .900 | 0.0 | 866  | 658  | 3      |
| 2    | 東京八王子トレインズ       | 8  | 2  | .800 | 1.0 | 654  | 568  | 2.5    |
| 3    | 金沢武士団                 | 7  | 3  | .700 | 2.0 | 623  | 552  | 2      |
| 4    | 大塚商会アルファーズ       | 4  | 6  | .400 | 5.0 | 777  | 859  | 1.5    |
| 5    | 東京サンレーヴス           | 1  | 9  | .100 | 8.0 | 693  | 823  | 1      |
| 6    | 埼玉ブロンコス             | 1  | 9  | .100 | 8.0 | 689  | 842  | 0.5    |

### レギュラーシーズン
2016年11月11日～2017年3月19日

### ファイナルステージ
2017年4月7日～5月7日
| 順位 | チーム名                   | 勝 | 敗 | 勝率 | 差  | 得点 | 失点 | 勝ち点 |
| 1    | ライジングゼファーフクオカ | 9  | 1  | .900 | 0.0 | 912  | 741  | 4      |
| 2    | 金沢武士団                 | 8  | 2  | .800 | 1.0 | 818  | 674  | 3.5    |
| 3    | 東京八王子トレインズ       | 5  | 5  | .500 | 4.0 | 778  | 809  | 3      |
| 4    | 東京サンレーヴス           | 4  | 6  | .400 | 5.0 | 795  | 851  | 2.5    |
| 5    | 埼玉ブロンコス             | 3  | 7  | .300 | 6.0 | 799  | 898  | 2      |
| 6    | 大塚商会アルファーズ       | 1  | 9  | .100 | 8.0 | 716  | 845  | 1.5    |

### B3個人スタッツリーダー
| # | 得点                              | 得点   | リバウンド                        | リバウンド | アシスト                            | アシスト | スティール                  | スティール |
| # | 選手名                            | avg    | 選手名                            | avg        | 選手名                              | avg      | 選手名                      | avg        |
| - | --------------------------------- | ------ | --------------------------------- | ---------- | ----------------------------------- | -------- | --------------------------- | ---------- |
| 1 | カイル・リチャードソン (大塚商会) | 19.344 | カイル・リチャードソン (大塚商会) | 10.875     | 熊澤恭平 (アイシン・エィ・ダブリュ) | 3.969    | 池田裕介 (東京八王子)       | 1.967      |
| 2 | ブレント・ジェニングス (埼玉)     | 17.25  | マシュー・ケンドリック (豊田合成) | 10.194     | 長谷川武 (大塚商会)                 | 3.781    | 伊東良太 (東京海上日動)     | 1.688      |
| 3 | ジョシュ・ペッパーズ (福岡)       | 17.067 | ジーノ・ポマーレ (金沢)           | 9.875      | 隅廣英二 (豊田合成)                 | 3.375    | マシュー・アマニング (福岡) | 1.452      |

| # | ブロックショット                  | ブロックショット | FG成功率 | FG成功率 | 3P成功率              | 3P成功率 | FT成功率                            | FT成功率 |
| # | 選手名                            | avg              | 選手名   | %        | 選手名                | %        | 選手名                              | %        |
| - | --------------------------------- | ---------------- | -------- | -------- | --------------------- | -------- | ----------------------------------- | -------- |
| 1 | マシュー・ケンドリック (豊田合成) | 1.677            | ()       |          | 上田雅也 (埼玉)       | 41.7     | 熊澤恭平 (アイシン・エィ・ダブリュ) | 89.3     |
| 2 | ブライアン・ハーパー (東京八王子) | 1.6              | ()       |          | 池田裕介 (東京八王子) | 39       | 高橋幸大 (東京)                     | 86.4     |
| 3 | ジーノ・ポマーレ (金沢)           | 1.125            | ()       |          | 井手勇次 (金沢)       | 34       | ジョセフ・ヲルフィンガー (大塚商会) | 86       |

## 総合勝ち点
| 順位 | チーム名                                  | ファースト | レギュラー | ファイナル | 合計 |
| ---- | ----------------------------------------- | ---------- | ---------- | ---------- | ---- |
| 1    | ライジングゼファーフクオカ                | 3.0        | 4.5        | 4.0        | 11.5 |
| 2    | 金沢武士団                                | 2.0        | 5.0        | 3.5        | 10.5 |
| 3    | 東京八王子トレインズ                      | 2.5        | 4.0        | 3.0        | 9.5  |
| 4    | 大塚商会アルファーズ                      | 1.5        | 3.5        | 1.5        | 6.5  |
| 5    | 東京サンレーヴス                          | 1.0        | 3.0        | 2.5        | 6.5  |
| 6    | 埼玉ブロンコス                            | 0.5        | 2.0        | 2.0        | 4.5  |
| 7    | アイシン・エィ・ダブリュ アレイオンズ安城 | -          | 2.5        | -          | 2.5  |
| 8    | 豊田合成スコーピオンズ                    | -          | 1.5        | -          | 1.5  |
| 9    | 東京海上日動ビッグブルー                  | -          | 1.0        | -          | 1.0  |

出典：【B3】ファイナルステージ順位確定のお知らせ | B3リーグ 公式サイト

## 観客動員
チーム  平均/通算  最大/最小
埼玉  883/28245  3083/354
東京CR  680/20409  1386/181
八王子  665/18625  1451/189
金沢  1026/32829  2015/680
福岡  1308/39229  2781/525
大塚商会 408/2447  802/171
東京海上日動 215/3015  889/61
アイシンAW  298/4175  613/66
豊田合成  395/6320  905/169